# Sternarchorhynchus oxyrhynchus
Sternarchorhynchus oxyrhynchus és una espècie de peix pertanyent a la família dels apteronòtids.

## Descripció
- Pot arribar a fer 47 cm de llargària màxima.[6][7]

## Hàbitat
És un peix d'aigua dolça, bentopelàgic i de clima tropical.

## Distribució geogràfica
Es troba a Sud-amèrica: Veneçuela, les Guaianes i el riu Amazones al Brasil.

## Observacions
És inofensiu per als humans.